# Warren (Montana)
Warren é uma comunidade não incorporada no condado de Carbon, estado de Montana, nos Estados Unidos.

## História
Warren começou como uma vila agrícola no norte da fronteira norte entre os estados de Montana-Wyoming. Na atualidade, Warren depende de uma grande pedreira de calcário e da indústria de transformadora. Em Warren funcionou uma estação de correios entre 1911 e 1953. A maioria das construções originais já não existem. Todavia, existe um número de construções e residências modernas em Warren e à sua volta.